# فلافيو فورتادو
فلافيو فورتادو (مواليد 15 مارس 1978) هو ملاكم من الرأس الأخضر، مثّل بلاده في الألعاب الأولمبية الصيفية 2004.

## روابط خارجية
- فلافيو فورتادو على موقع أوليمبيديا (الإنجليزية)